# Kamp
Kamp (engleski: campsite, njemački: campingplatz, od latinskog campus = polje, ravnica)
je prostor namijenjen za kampiranje, u kojem posjetitelji mogu postaviti svoje šatore, automobile, kamp prikolice ili mobilne kuće.

## Povijest
Povijest modernih kampova usko je vezana uz kampiranje i masovnu automobilizaciju nakon Drugog svjetskog rata. 
Prve kampove osnivala su turistička društva, naselja i gradovi te nacionalni parkovi i rezervati prirode. Oni su nudili svojim prvim gostima, smještaj gotovo besplatno. Istina, i ono što su ti prvi kampovi nudili nije bilo puno, - prostor za postavu šatora, sanitarni čvor, koji je često puta bio puka improvizacija septička jama i vodu (u ograničenim količinama). Električna struja nije bila uvjet i mnogi ju kampovi uopće nisu imali. Kako je rastao standard i opća urbanizacija od 1960-ih naovamo, rastao je i standard kojeg su kampovi počeli nuditi svojim gostima, ali i cijene kampiranja. Vremenom su oni postali unosan posao, pa su ih osnivali i gradili raznorazni investitori, no ipak najčešće hotelsko-turistička naselja i ugostitelji. Kako je rastao standard koji su oni nudili svojim posjetiteljima, rasla je i njihova kategorizacija koja danas najčešće ima pet stupnjeva (slično kao i kod hotela), a koja ovisi o njihovoj opremljenosti. 
Oni najluksuzniji s pet zvjezdica, imaju restorane, bazene, sportske terene, igraonice za djecu, noćne barove i još mnoštvo sitnica koje pružaju svojim posjetiocima. Dok s druge strane oni najjednostavniji, s jednom zvjezdicom, imaju samo sanitarne čvorove, vodu, struju i recepciju.

## Vanjske poveznice
- Croatia´s Best Campsites na portalu Croatian Camping Union